# Національна академія педагогічних наук України
Національна академія педагогічних наук України (НАПН України) (англ. National Academy of Educational Sciences of Ukraine, NAES of Ukraine) є самоврядною науковою організацією у галузі освіти, педагогіки і психології, заснованою на державній власності і створеною як неприбуткова державна бюджетна установа.

## Основні завдання НАПН України
Основними завданнями діяльності НАПН України є теоретичне і методичне забезпечення розвитку системи освіти, всебічне наукове її супроводження і дослідницька робота в галузі освіти, педагогіки і психології та поглиблення інтеграції національного освітнього та наукового просторів в європейські та світові освітні і дослідницькі простори.

НАПН України сприяє найбільш повному використанню і відтворенню інтелектуального та культурного потенціалу українського народу, утвердженню загальнолюдських і національних цінностей та забезпечує випереджувальний розвиток наук про освіту, педагогіки і психології з урахуванням перспектив соціально-економічного розвитку України.

Частиною 2 статті 75 Закону України «Про освіту» встановлено, що Національна академія педагогічних наук України: 1) здійснює фундаментальні і прикладні наукові дослідження та інноваційні розробки у сфері освіти, педагогіки та психології, бере участь у створенні наукових основ розвитку освіти з урахуванням науково-технічного та соціально-економічного прогресу суспільства, національно-культурних традицій, а також світових тенденцій розвитку та досвіду іноземних країн; 2) надає наукову, методичну, консультативну підтримку органам державної влади задля виконання завдань державних пріоритетів у сфері освіти; 3) залучається до проведення незалежної наукової експертизи: проектів документів стратегічного планування, проектів законів, державних рішень і програм, освітніх інновацій тощо; навчальної та методичної літератури (крім літератури для вищої освіти); 4) бере участь у розробленні методів навчання, стандартів освіти, типових освітніх програм, підручників; 5) здійснює розроблення та експериментальну перевірку інноваційних моделей освіти; 6) провадить заходи щодо забезпечення практичної психології в освіті та соціальної педагогіки; 7) здійснює психологічну експертизу стандартів освіти, типових освітніх програм, підручників, методичних матеріалів тощо; 8) провадить освітню діяльність з підготовки і підвищення кваліфікації, пов’язану із здійсненням освітньої політики тощо.

## Історія академії
До складу Академії педагогічних наук СРСР входило 18 провідних учених педагогів і психологів України. Однак із розпадом СРСР уже 1991 року Академія педагогічних наук СРСР припинила існування. Підтримуючи пропозицію провідних українських учених, Президент України Леонід Кравчук 4 березня 1992 року підписав Указ про створення Академії педагогічних наук України як вищої галузевої наукової установи.
На виконання цього Указу 16 червня 1992 року Кабінет Міністрів України прийняв постанову, яка передбачала конкретні заходи щодо утворення Академії педагогічних наук України. Президентом-організатором було призначено Миколу Ярмаченка. Дійсними членами — засновниками Академії педагогічних наук України стали 15 відомих в Україні вчених (Арват Ф. С., Гончарук Є. Г., Захаренко О. А., Каніщенко Л. О., Киричук О. В., Мадзігон В. М., Мокін Б. І., Прісняков В. Ф., Прокопенко І. Ф., Савченко О. Я., Скок В. І., Скопенко В. В., Таланчук П. М., Шкіль М. І., Ярмаченко М. Д.).
17 листопада 1992 року відбулися збори академіків — засновників, які завершили формування Академії. Було обрано 7 нових дійсних членів. 18 листопада 1992 року відбулися перші Загальні збори АПН України. Вони обрали президентом Академії Миколу Ярмаченка, віце-президентом Л. О. Каніщенка, головним ученим секретарем О. Я. Савченко. Було утворено три відділення: теорії та історії педагогіки; дидактики, методики та інформаційних технологій в освіті, психології, вікової фізіології та дефектології.
30-31 березня 1993 року Загальні збори Академії прийняли Статут Академії і Положення про її відділення, обрали керівників відділень, які водночас були і віце-президентами (В. М. Мадзігона, С. У. Гончаренка, О. В. Киричука). У листопаді 1993 року було утворене відділення педагогіки і психології професійної освіти, керівником якого став віце-президент Л. О. Каніщенко.
Часткові зміни до Статуту Академії були внесені Загальними зборами, що відбулися 28-29 січня 1997 року. Відділення педагогіки і психології професійної освіти було реорганізоване у два відділення: педагогіки і психології вищої школи та педагогіки і психології професійно-технічної освіти. Академіками-секретарями цих відділеннь були обрані дійсні члени Л. О. Каніщенко і Н. Г. Ничкало.
Етапними для становлення Академії педагогічних наук України стали Загальні збори АПН, що відбулися 17-18 грудня 1997 року. На них відзвітувався перший склад Президії Академії. З доповіддю «Розвиток педагогічної і психологічної наук в Україні за період становлення і діяльності АПН (1992—1997 рр.)» виступив президент Академії Ярмаченко М. Д. Збори обрали новий склад Президії, яку очолив дійсний член АПН України, доктор філософських наук, професор Кремень Василь Григорович. До складу Президії були обрані В. М. Мадзігон (віце-президент), Вашуленко М. С. (головний вчений секретар).
«Ураховуючи провідну роль Академії педагогічних наук України у забезпеченні розвитку національної системи освіти, проведенні фундаментальних і прикладних наукових досліджень з проблем освіти, педагогіки і психології, значний внесок у підготовку наукових і педагогічних кадрів» 24 лютого 2010 р. згідно з Указом Президента України № 258/2010 «Про надання Академії педагогічних наук України статусу національної» академії надано статус національної і надалі іменовано — Національна академія педагогічних наук України.

## Структура і склад академії
Вищим керівним органом Академії є загальні збори, в яких беруть участь її дійсні члени (академіки), члени-кореспонденти, почесні академіки та іноземні члени.
У період між загальними зборами Академії її роботою керує президія, що обирається строком на п'ять років. До складу президії входять президент Академії, перший віце-президент, віце-президенти, головний учений секретар Академії, академіки-секретарі відділень.
Президентом академії є академік НАН України і НАПН України В. Г. Кремень, першим віце-президентом — академік  В. І. Луговий, віце-президентом — член-кореспондент О. М. Топузов.

### Відділення академії
- загальної педагогіки та філософії освіти (академік-секретар С. О. Сисоєва);
- психології, вікової фізіології та дефектології (академік-секретар С. Д. Максименко);
- загальної середньої освіти (академік-секретар О. І. Ляшенко);
- професійної освіти і освіти дорослих (академік-секретар Н. Г. Ничкало);
- вищої освіти (академік-секретар П. Ю. Саух).

### Установи академії
- Інститут педагогіки;
- Інститут психології імені Г. С. Костюка;
- Інститут педагогічної освіти і освіти дорослих імені Івана Зязюна;
- Інститут проблем виховання;
- Інститут спеціальної педагогіки імені Миколи Ярмаченка;
- Інститут соціальної та політичної психології;
- Інститут вищої освіти;
- Інститут інформаційних технологій і засобів навчання;
- Інститут професійно-технічної освіти;
- Інститут обдарованої дитини;
- ДВНЗ «Університет менеджменту освіти»;
- Український науково-методичний центр практичної психології і соціальної роботи;
- Львівський навчально-науковий центр професійної освіти НПУ імені М. П. Драгоманова;
- Науково-методичний центр «Українська етнопедагогіка і народознавство» (м. Івано-Франківськ);
- Навчально-науковий центр професійно-технічної освіти;
- Державна науково-педагогічна бібліотека України імені В. О. Сухомлинського;
- Педагогічний музей України.

## Члени академії
Згідно з указом Президента України від 26 березня 2003 року встановлено таку чисельність членів Академії: 51 дійсний член і 92 члени-кореспонденти. Надано можливість стати членами Академії понад установлену чисельність дійсним членам і членам-кореспондентам колишньої Академії педагогічних наук СРСР, які проживають на території України.
Після заснування НАПН України зросла якісно і кількісно. До її складу обрано провідних учених вищої школи, відомих педагогів України.
Згідно з указом Президента України від 19 червня 2013 року чисельність дозволених членів Національної академії педагогічних наук України було збільшено: 78 дійсних членів і 92 члени-кореспонденти.
Чисельність членів НАПН України на початок 2019 року складала 154 особи, з них 69 дійсних членів (академіків) і 85 членів-кореспондентів. До складу НАПН України також входять 37 іноземних членів і 18 почесних академіків. Окрім цього, 9 осіб мають звання «Почесний доктор НАПН України».

## Результативність
За результатами наукових досліджень співробітниками НАПН України у 2018 році опубліковано понад 2,5 тис. праць, у тому числі 99 монографій, 109 підручників і навчальних посібників, 93 методичних посібники і рекомендації, 28 словників і довідників, 1999 статей, випущено 131 збірник наукових праць, підготовлено 42 навчальні програми і концепції. 
НАПН України та її установи є засновниками (співзасновниками) 54 наукових періодичних видань, з-поміж яких 46 друкованих та 8 електронних видань. У 2018 році електронне наукове періодичне видання «Інформаційні технології і засоби навчання» внесено до категорій «А» Переліку наукових фахових видань України у галузях педагогічних, психологічних, філософських наук та державного управління, оскільки видання представлено в базі даних Emerging Sources Citation Index (ESCI) Web of Science Core Collection; 43 найменування (80 %) наукової періодики НАПН України – до категорії «В» цього Переліку. З-поміж них: 19 наукових періодичних видань присвоюють своїм статтям DOI, 30 – представлені у наукометричних базах даних, 24 з яких пройшли оцінювання і внесено до Index Copernicus International Journals Master List. Серед інших наукометричних, реферативних та/або інформаційних баз і каталогів, в яких представлено наукові періодичні видання НАПН України, є Directory of Open Access Journals (DOAJ), бази даних фірми EBSCO Publishing Education Source, Art & Architecture Complete та ін., Central European Journal of Social Sciences and Humanities (CEJSH), European Reference Index for the Humanities and Social Sciences (ERIH PLUS) тощо. 

Науковими працівниками НАПН України розроблено 122 інноваційних освітніх, педагогічних і психологічних технології (вдвічі більше, ніж у 2017 році).

## Електронна бібліотека
Електронна бібліотека Національної академії педагогічних наук України – створена в 2011 р. Інститутом інформаційних технологій і засобів навчання НАПН України (нині Інститут цифровізації освіти НАПН України) з метою забезпечення онлайн-доступу до електронних науково-освітніх інформаційних ресурсів установ НАПН України та підтримки міжнародної ініціативи відкритого доступу. Побудована на основі системи EPrints. На середину 2022 року в Електронній бібліотеці НАПН України розміщено понад 26 тисяч інформаційних ресурсів.

## Сучасні проблеми діяльності НАПН України
До сучасних проблем діяльності НАПН України відносяться:
- Хронічне недофінансування фундаментальних та прикладних досліджень академії з огляду на незначні можливості комерціалізації результатів наукової діяльності через державно-комунальну специфіку закладів освіти в Україні.
- Неконкурентоспроможність заробітної плати працівників академії, що ускладнює залучення до наукової діяльності кращих зокрема талановитої молоді, передовсім англомовної та ІКТ-компетентної. Середньомісячна заробітна плата працівників за загальним фондом у 2019 році склала 8,1 тис. грн, наукових працівників — 9,3 тис. грн.
- Подальше скорочення чисельності вчених і наукових шкіл.
- Суттєве зниження прийому в аспірантуру і докторантуру.
- Обмежені можливості для участі вчених, аспірантів і докторантів у повноцінній міжнародній науковій діяльності, насамперед міжнародної мобільності,використання міжнародних наукометричних баз даних тощо.
- Обмежені можливості в оновленні дослідницького обладнання.
- Послаблення авторитету і репутації академії через уявлення про непотрібність спеціалізованих наукових організацій для наукового супроводу окремих сфер суспільства.
- Оцінювання діяльності вчених НАПН України за кількістю публікацій у виданнях, які індексуються наукометричними базами Web of Science та/або Scopus[9]. Нажаль, співробітники НАПН України мало публікуються у провідних міжнародних наукових журналах, що свідчить про їх низький рівень у загальносвітовому вимірі.
- Співробітники НАПН України самоусунулися від боротьби з плагіатом і науковою недоброчесністю, які поширені в педагогічних науках в Україні.

Діяльність НАПН України регулярно критикується.
Так, в рамках дослідження, проведеного аналітичним центром CEDOS у 2018 році двома експертами аналітиком CEDOS Ігорем Самохіним та незалежним експертом кандидатом наук із соціальних комунікацій Сергієм Назаровцем був проведений аналіз наукових статей співробітників НАПНУ. На першому етапі для дослідження було вибрано три інститути НАПНУ: педагогіки; вищої освіти та спеціальної педагогіки. На другому із загального числа наукових праць, співробітниками зазначених інститутів, було відібрано 663 наукові статті, підготовлених у 2014-2016 рр. (2014 р. — 286 статей, 2015 р. — 223 статей та 2016 р. — 154 статті), розміщених в електронній бібліотеці НАПНУ, у відкритому доступі на офіційних сайтах наукових журналів та інших ресурсах.  На третьому зазначені наукові статті та журнали, в яких їх було надруковано, оцінювались за 14 показниками. Проаналізувавши відібрані наукові статті експерти зробили висновки, що: 90% статей не містять інформацію про новизну дослідження; 3/4 статей не містять посилань на жодні джерела, крім російськомовних; >70% не містять аналізу попередніх досліджень по темі; 61% журналів публікацій не перевіряють якість та науковість матеріалу; 81% не аналізують ніяких даних. 

## Відомчі відзнаки
Заохочувальні відзнаки Національної академії педагогічних наук України: почесна грамота, грамота, подяка Президії НАПНУ, медаль «В. Мономаха» НАПНУ, медаль «Г. С. Сковороди» НАПНУ, медаль «К. Д. Ушинський» НАПНУ.